# برنامج باشا خان لتخفيف الفقر
برنامج باشا خان لتخفيف الفقر سُمي البرنامج على اسم زعيم حركة خدي خدمتجار عبد الغفار خان. كان البرنامج مشروعًا بين القطاعين العام والخاص برعاية حكومة خيبر بختونخوا، ونُفِّذ من قبل برنامج سرهد للدعم الريفي في مناطق مختارة من خيبر باختونخوا في باكستان.
شملت المكونات الرئيسية لبرنامج التخفيف من حدة الفقر تنفيذ مشاريع رفع مجتمعية، والتعبئة الاجتماعية، وتنمية المهارات والمنح النقدية لشريحة مختارة من المناطق المستهدفة. كما كان تنفيذ خطة التأمين الصحي في المناطق المستهدفة جزءًا من البرنامج.